# Конрад II фон Мозбург
Конрад II фон Мозбург (на немски: Konrad II Graf von Moosburg; на латински: Chuonradus Moseburgensis; † 31 март 1218) е от 1179 г. граф на Мозбург на Изар в Бавария, фогт на Св. Кастулус.

## Произход и наследство
Той е син на граф Буркхард V фон Мозбург († 1162), фогт на Св. Кастулус, и съпругата му Бенедикта фон Ронинг († ок. 11 май 1205), дъщеря на граф Конрад II фон Ронинг († 1171) и на фон Юлбах или Рихинца фон Ронинг?. Майка му се омъжва втори път пр. 17 септември 1161 г. за Улрих фон (Лутцман) Щайн-Рониниг († 1186/1189). Баща му е убит на 11 май 1162 г. в битка при Милано.
През 1021 г. бенедиктинският манастир в Мозбург е прекратен и се образува хорхерен манастир. През 1207 г. графският дворец е унищожен от пожар и голяма част от църквата. През 1281 г. графският род фон Мозбург изчезва със смъртта на правнукът му граф Конрад V фон Мозбург († 19 август 1281), син на внукът му граф Алберт II фон Мозбург († 15 април 1260).

## Фамилия
Първи брак: с Бенедикта († 2 юни 11??). Те имат четири деца:
- Конрад III фон Мозбург († сл. 1245), граф на Мозбург 1219 г., има три деца (Алберт II, Конрад IV и една дъщеря)
- Хайнрих фон Мозбург († 6 юни 1232), граф на Мозбург
- Буркхард VI фон Грюнбах († 23 август 1255/5 август 1259), граф на Грюнбах 1255 г.
- Гертруд фон Мозбург, омъжена за граф Бертхолд III фон Ешенлое († 30 април 1260), вдовец на графиня Матилда от Тирол († пр. 1218), син на Бертхолд II фон Ифелдорф-Ешенлое († сл. 1204) и Хайлвиг фон Лойхтенберг († 1216)

Втори брак: пр. 17 септември 1161 г. с Хедвиг фон Моозен?, внучка на Ото I фон Моозен († ок. 1158), дъщеря на граф Бернхард III фон Грюнбах граф на Земпт († ок. 1200). Бракът е бездетен.